# Schwertberg
Schwertberg település Ausztriában, Felső-Ausztria tartományban, a Pergi járásban. Tengerszint feletti magassága 268 méter, területe 18,78 km².

## Elhelyezkedése
Schwertberg Tragwein, Allerheiligen im Mühlkreis, Perg, Naarn im Machlande, Mauthausen és Ried in der Riedmark településekkel határos.

## Népesség
| 2016 | 5 308 |
| 2018 | 5 365 |